# Tectocepheus cervus
Tectocepheus cervus är en kvalsterart som beskrevs av Balogh och Sandór Mahunka 1969. Tectocepheus cervus ingår i släktet Tectocepheus och familjen Tectocepheidae. Inga underarter finns listade i Catalogue of Life.